# Georgios Moraitinis
Georgios Moraitinis (n. 1892, Egipt) a fost un trăgător de tir ce a reprezentat Grecia, medaliat olimpic. A participat la 2 ediții ale Jocurilor Olimpice (1920, 1924) în care a câștigat o medalie de argint.